# Quai de Seine
Ne doit pas être confondu avec Quai de la Seine ou Rives de la Seine à Paris.
Le quai de Seine est une voie publique de Saint-Ouen-sur-Seine, dans le département de la Seine-Saint-Denis.

## Situation et accès
Cette route qui longe la Seine a une forme concave. Elle est précédée par le quai de Saint-Ouen à Saint-Denis et prolongée par le quai Éric-Tabarly à Clichy. Elle fait partie de la route départementale D1.
Cette voie longe également le Grand Parc des Docks de Saint-Ouen.

## Origine du nom
Son nom est en référence au fait que cette voie longe la Seine.

## Historique
Avant la création de l'actuelle trémie au niveau du pont de Saint-Ouen, existait une voie sur berge, permettant d'éviter le carrefour du pont dans le sens nord-sud. La trémie ayant substitué ce rôle d'évitement, la voie sur berge du quai de Seine est actuellement désaffectée.
Le 11 mars 1918, durant la première Guerre mondiale, le no 46 quai de Seine est touché lors d'un raid effectué par des avions allemands. Le 27 juin 1918, lors d'un nouveau raid aérien, une bombe explose dans la Seine face au no 4 quai de Seine.

## Bâtiments remarquables et lieux de mémoire
- À cet endroit fut construite en 1899 une centrale électrique, capable de fournir une puissance de 2  000 ka[3].
- Grand Parc des Docks de Saint-Ouen, parc Abel-Mézière et château de Saint-Ouen.
- L'Étoile verte, usine du Syctom à Saint-Ouen-sur-Seine.
- Deux ponts enjambent le quai de Seine :
  - Pont de Saint-Ouen-les-Docks, pont routier qui relie à l'Île Saint-Denis.
  - Pont ferroviaire de Saint-Ouen, emprunté notamment par le RER C, qui relie cette rive à Asnières-sur-Seine.